# Léopold Bellan
Pour les articles homonymes, voir Bellan.
Léopold Bellan, né le 20 septembre 1857 à Paris et mort en 1936, est un entrepreneur, homme politique républicain modéré et philanthrope français. Il est notamment connu pour son engagement en faveur de l'éducation populaire, de la justice sociale, et pour avoir fondé un vaste réseau d’établissements médico-sociaux encore actif aujourd’hui à travers la Fondation Léopold Bellan.

## Biographie
Léopold Bellan naît dans une famille d'artisans modestes : son père est charretier, cultivateur et fabricant de tonneaux. Sa famille s'installe à Paris vers 1865, où ses parents deviennent commerçants. Il naît pied-bot des deux pieds
Lors de la Commune de Paris (1871), il se réfugie à Saint-Martin-du-Tertre, aujourd'hui dans le Val-d'Oise. Il va à l'école Turgot à Paris en 1872-1873 ; par la suite, il fait un séjour de deux ans dans une maison de commerce en Angleterre. Il épouse Clémence Sancey le 30 octobre 1879 ; ils perdent leur fils en 1915 à la guerre. En 1889, il crée un commerce de broderie qu’il complète par les dentelles et les robes. Il dirige le journal Le Parlement commercial.
Léopold Bellan est reçu franc-maçon dans la loge Les Droits de l'Homme du Grand Orient de France en 1889 dont il est officier en 1893 et représentant au convent de l'ordre en 1894. Membre pendant 14 ans, il démissionne en 1903 pour des désaccords politiques avec d'autres membres. Il s'éloigne définitivement de l'engagement maçonnique tout en conservant son activisme sociétal.
Il est inhumé au cimetière de Saint-Martin-du-Tertre.

## Carrière politique
Grâce à ses œuvres sociales, il acquiert une notoriété importante dans le 2e arrondissement de Paris, ce qui lui ouvre des portes dans sa carrière politique. À partir de 1893, il est élu au conseil municipal radical-socialiste du quartier du Mail. Il est syndic au conseil municipal de Paris de 1896 à 1900, puis de 1903 à 1908.
Il est élu président du conseil municipal pour 1910-1911 et conseiller général de la Seine ; il est président du Conseil général de 1925 à 1926.
En 1919, il est vice-président de l’Alliance républicaine démocratique (ARD).
Léopold Bellan meurt le 4 janvier 1936 en son domicile au no 88 rue de Sèvres dans le 7e arrondissement de Paris et est inhumé au cimetière de Saint-Martin-du-Tertre au côté de son épouse.
Il a donné son nom à la Fondation Léopold-Bellan et à l'hôpital Léopold-Bellan (14e arrondissement de Paris) ainsi qu’à la rue Léopold-Bellan (2e arrondissement de Paris).
Le concours international de musique qui porte son nom existe depuis 1926 et est la plus ancienne compétition musicale française en activité,. Il est particulièrement renommé  dans le domaine de l'art lyrique.

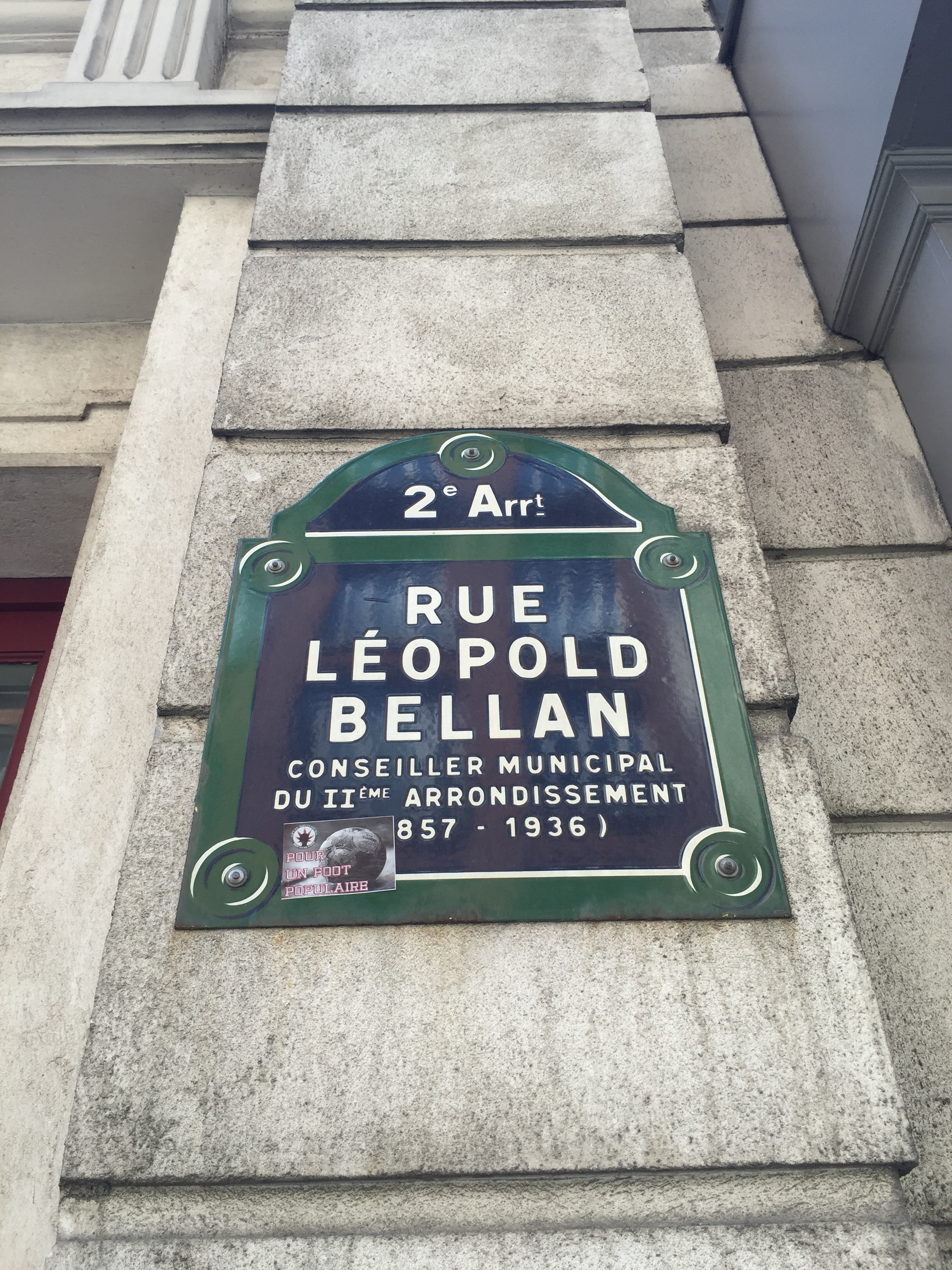
Plaque de rue de la rue Léopold-Belland.

## Philanthropie et oeuvres sociales
Une vocation précoce
Dès 20 ans, il initie sa première œuvre sociale : une fanfare destinée à éloigner les jeunes ruraux de l’alcoolisme. Il y voit une mission éducative, culturelle et morale.
Société d'Enseignement Moderne (SEMDIA)
En 1894, il fonde la Société d’Enseignement Moderne pour le Développement de l’Instruction des Adultes, offrant des cours du soir gratuits pour jeunes adultes et ouvriers, prônant l’émancipation par le savoir.
Œuvres pour la jeunesse et les plus vulnérables
- Il crée les Ménestrels de Paris, offrant des cours artistiques gratuits (musique, théâtre).
- Il fonde en 1920 l’Institut Professionnel Féminin, pour former des orphelines à des métiers qualifiants.
- Il met en place des orphelinats, maisons de repos, foyers pour mutilés de guerre, et des hôpitaux (dont l’hôpital Léopold Bellan à Paris en 1920).
- Il est pionnier dans la lutte contre le cancer et la prévention de la tuberculose, à travers des préventoriums et sanatoriums.

Héritage et postérité
Après sa mort en 1936, ses œuvres sont fragilisées par la Seconde Guerre mondiale, mais l’Association Léopold Bellan (devenue Fondation en 1996) poursuit son action.
Aujourd’hui
La Fondation Léopold Bellan est un acteur reconnu du secteur médico-social en France. Elle gère 86 établissements dans plusieurs régions (Île-de-France, Centre-Val de Loire, Hauts-de-France), avec plus de 2 700 professionnels accompagnant 4 500 personnes dans les secteurs de la santé, du handicap, de la petite enfance et du grand âge.
Citations
« J’ai cette chance inouïe d’avoir souffert. Mon heureuse infirmité a orienté mon existence vers un idéal de dévouement [...]. Je suis l’homme le plus heureux du monde. » — Léopold Bellan

## Iconographie
Une médaille à l'effigie de Léopold Bellan a été réalisée par le graveur et sculpteur Paul Auban en 1918, à l'occasion de la vingt-cinquième année du mandat du modèle comme conseiller municipal de Paris. Un exemplaire en est conservé au musée Carnavalet (ND 1058).

## Distinctions
- Grand officier de la Légion d'honneur (1926)